# Fürkészszárny
A Fürkészszárny (eredeti cím Darkwing Duck) 1991 és 1992 között vetített amerikai rajzfilm kalandsorozat, amely Tad Stones alkotott. A sorozat a címadó szuperhős kacsa kalandjait mutatja be.
Amerikában az Egyesült Államokban 1991. szeptember 8-án a Disney Channel és az ABC, míg Magyarországon a Disney+ mutatta be 2022 nyarán. A szinkron vélhetően 2004 környékén készült, ebben a tájban kérte be a Disney a sorozat lokalizálását több országban.

## Ismertető
Fürkészszárny egy szuperhős, akinek Kvák kapitány a segédje. Amikor nem szuperhős, akkor családapaként él egyszerű életet - de ez a kettős személyiség nem mindig vezet jóra a főhős életében. Ráadásul természetesen a gazemberek sem könnyítik meg a dolgát.

## Szereplők
| Szereplő                      | Eredeti hang        | Magyar hang                                                                |
| ----------------------------- | ------------------- | -------------------------------------------------------------------------- |
| Tavi Gácsér / Fürkészszárny   | Jim Cummings        | Rajkai Zoltán                                                              |
| Iszaplábi Herb                | Jim Cummings        | Konrád Antal                                                               |
| Negakacsa                     | Jim Cummings        | Bede-Fazekas Szabolcs                                                      |
| Vakondnok professzor          | Jim Cummings        | Kerekes József                                                             |
| Kvák kapitány                 | Terry McGovern      | Schnell Ádám                                                               |
| Hápiri                        | Christine Cavanaugh | Bíró Anikó                                                                 |
| Iszaplábi Gágor               | Katie Leigh         | Kiss Eszter                                                                |
| Csőr Csing                    | Candi Milo          | Kiss Eszter                                                                |
| Iszaplábi Binkie              | Susan Tolsky        | Vándor Éva                                                                 |
| Trundy néni                   | Susan Tolsky        | Vándor Éva                                                                 |
| Iszaplábi Tank                | Dana Hill           | Bodrogi Attila                                                             |
| Dr. Bozót Bernát              | Tino Insana         | Varga T. József                                                            |
| Rövidzár Zotyó / Megavolt     | Dan Castellaneta    | Seder Gábor                                                                |
| Kvákkedli                     | Michael Bell        | Kassai Károly                                                              |
| Dagály Pál / Locsipacsi       | Jack Angel          | Damu Roland                                                                |
| Pengecsőr                     | Rob Paulsen         | Háda János                                                                 |
| Fasírozott Frédi              | Michael Gough       | Háda János                                                                 |
| GéGúnár                       | Danny Mann          | Versényi László                                                            |
| Gryzlikoff ügynök             | Ron Feinberg        | Faragó András                                                              |
| Szalmiák Ella                 | Mitzi McCall        | Halász Aranka                                                              |
| Hígagyar                      | Kenneth Mars        | Koroknay Géza                                                              |
| Bemon Tódor                   | S. Scott Bullock    | Presits Tamás (1. hang) Kárpáti Levente (2. hang) Kapácsy Miklós (3. hang) |
| Dr. Sara Bellum               | Jodi Carlisle       | Kökényessy Ági                                                             |
| Gondolka MegDöbbensz          | Kath Soucie         | Orosz Anna                                                                 |
| Robokacsa / Egyszeregy Tóbiás | Hamilton Camp       | Kőszegi Ákos                                                               |
| Dinka                         | Joey Camen          | Boros Zoltán                                                               |
| Neptunia                      | Susan Silo          | Madarász Éva                                                               |
| Epizódszereplők               |                     |                                                                            |
| Szereplő                      | Eredeti hang        | Magyar hang                                                                |
| Taurus Bulba                  | Tim Curry           | Borbély László                                                             |
| Lúdvérc                       | Robert Ito          | Borbély László                                                             |
| Gréta                         | Jennifer Darling    | Németh Kriszta                                                             |
| Kamilla Kaméleon              | Jennifer Darling    | Csampisz Ildikó                                                            |
| Őz ügynök / Fürkészőz         | Sarah Partridge     | Csampisz Ildikó                                                            |
| Kis cserkész #1               | N/A                 | Bartucz Attila                                                             |
| Tacskó farmer                 | N/A                 | Breyer Zoltán                                                              |
| Dr. Állatfi Szafari (Gágota)  | Victoria Carrol     | Csere Ágnes                                                                |
| Hercegnő                      | Kath Soucie         | Zsigmond Tamara                                                            |
| A király                      | Patrick Pinney      | Kálloy Molnár Péter                                                        |
| Búra                          | Marilyn Lightstone  | Orosz Anna                                                                 |
| Gloria Swansong               | B. J. Ward          | Kiss Virág                                                                 |
| Titkárnő                      | N/A                 | Csondor Kata                                                               |
| Hálóri                        | Lorenzo Music       | Seszták Szabolcs                                                           |
| Vakond #1                     | Lorenzo Music       | Péter Richárd                                                              |
| Mr. Dizzy                     | John Frost          | Péter Richárd                                                              |
| Lady Janice                   | Sheryl Bernstein    | Grúber Zita                                                                |
| Mcfagy Pipi                   | Sheryl Bernstein    | Zakariás Éva                                                               |
| Talaya                        | Susan Tolsky        | Zakariás Éva                                                               |
| Űrfiú                         | William Callaway    | Csuja Imre                                                                 |
| Gagyifej                      | Phil Hartman        | Csuja Imre                                                                 |
| Nagy szörny                   | Frank Welker        | Csuja Imre                                                                 |
| Kerék, a barbár               | Jim Cummings        | Csuja Imre                                                                 |
| A.M. Enyét                    | Richard Karron      | Forgács Gábor                                                              |
| Béla                          | Hamilton Camp       | Forgács Gábor                                                              |
| Phineas Sharp                 | Jonathan Harris     | Forgács Gábor                                                              |
| Sir Quackmire                 | Roddy McDowall      | Forgács Gábor                                                              |
| Egyszerű fiú                  | Ron Palillo         | Seszták Szabolcs                                                           |
| Sárkány                       | Paul Eiding         | Seszták Szabolcs                                                           |
| Sir Halálsikoly               | Paul Eiding         | Bolla Róbert                                                               |
| Thaddeus Rockwell             | Mark L. Taylor      | Barát Attila                                                               |
| Sir Fájdalom                  | Michael Bell        | Presits Tamás                                                              |
| Papó                          | René Auberjonois    | Láng József                                                                |
| Szent Péter                   | Hal Smith           | Láng József                                                                |
| Szinapszisz őrnagy            | John Stephenson     | Pálfai Péter                                                               |
| Ördög                         | Marty Ingels        | Pálfai Péter                                                               |
| Szupernő                      | Maggie Roswell      | Böhm Anita                                                                 |
| Hivatalos fiú                 | Dorian Harewood     | Szinovál Gyula                                                             |
| Halál                         | Tony Jay            | Szinovál Gyula                                                             |
| Derek Blunt                   | Peter Renaday       | Németh Gábor                                                               |
| Dr. Fossill                   | Barry Gordon        | Galbenisz Tomasz                                                           |
| Flarg                         | Rob Paulsen         | Galbenisz Tomasz                                                           |
| Csacsi ügynök / Fürkészcsacsi | Rob Paulsen         | Előd Álmos                                                                 |
| Bleeb                         | Jess Harnell        | Kerekes József                                                             |
| Tia                           | Allyce Beasley      | Mezei Kitty                                                                |
| Ótvaragya                     | Ellen Gerstell      | Mezei Kitty                                                                |
| Preena Lot                    | Teresa Ganzel       | Mezei Kitty                                                                |
| Moloculo Macawber             | Jack Angel          | Szokolay Ottó                                                              |
| Quack Mallardson              | Neil Ross           | Lázár Sándor                                                               |
| Sonka Sanya                   | Jerry Houser        | Sótonyi Gábor                                                              |
| Cementfej                     | Jesse Corti         | Bácskai János                                                              |
| Banánfiú                      | Stu Rosen           | Boros Zoltán                                                               |

További magyar hangok: Árkosi Kati, Bácskai János, Berkes Bence, Bodrogi Attila, Bolla Róbert, Boros Zoltán, Csampisz Ildikó, Csuha Lajos, Fehér Péter, Fekete Zoltán, Garamszegi Gábor, Gardi Tamás, Grúber Zita, Halász Aranka, Holl János, Kántor Kitty, Kapácsy Miklós, Kassai Ilona, Kerekes Andrea, Kocsis Gergely (Labank), Kokas Piroska, Kossuth Gábor, Láng Balázs, Minárovits Péter (Pufók fiú), Molnár Levente, Morvay Gábor, Némedi Mari, Pálfai Péter, Presits Tamás, Rudas István, Sárközi József, Seszták Szabolcs, Simon Eszter, Sótonyi Gábor, Sörös Miklós, Szabó Gertrúd, Szatmári Attila, Szinovál Gyula, Szokol Péter, Szűcs Sándor, Várkonyi András

### Magyar változat
A szinkront a Disney Characters Voices International megbízásából a Masterfilm Digital Kft. készítette.
- Felolvasó: Bozai József
- Magyar szöveg: Pallinger Emőke (1x01, 04, 06, 12-13, 20, 66-67, 70, 72, 75; 2x01, 08, 10), Rozsnyikné Schőn Beáta (1x02, 05, 08, 43-44, 46, 48, 50, 53; 2x13), Fodor Zsuzsa (1x03, 09, 11, 15, 18-19, 23, 25, 28, 31, 34-35, 40, 58-59, 61-62, 64), Székely Anna (1x07, 10, 17, 21-22, 24, 26-27, 29-30, 32-33, 36-39, 41-42, 45, 47, 49, 51, 55-57, 60, 63, 65, 68-69, 71, 73), Németh Renáta (1x14, 16, 52, 54), Kálmán Judit (1x74, 76-78; 2x02-07, 11-12)
- Dalszöveg: Bradányi Iván
- Felvevő hangmérnök: Sebestyén Dezső (1x01, 04, 06, 09-10, 12-13, 15, 17, 20-21, 23, 25-27, 31-32, 36-37, 55-59, 64), Igor Lattes (1x02, 74, 76-78; 2x02-05), Bederna László (1x03, 05, 08, 14, 16, 22, 24, 28-30, 33-34, 38-54, 60, 63, 66-73, 75; 2x01, 06-08, 10-13), Kállai Roland (1x07, 11, 18-19, 35, 61-62, 65)
- Keverő hangmérnök: Salgai Róbert (1x01, 04, 06, 09-10, 12-13, 15, 20-21, 23, 26-27, 36-37, 55-59, 64), Bederna László (1x02-03, 05, 07-08, 11, 14, 16-19, 22, 24-25, 28-35, 38-54, 60-63, 65-78; 2x01-08, 10-13)
- Vágó: Sebestyén Dezső (1x01, 04, 06, 12-13), Baja Gábor (1x02-03, 05, 07-11, 15, 17-51, 53, 55-78; 2x01-08, 10-13), Árvay Zoltán (1x14, 16, 52, 54)
- Gyártásvezető: Jávor Barbara
- Zenei rendező: Bolba Tamás
- Szinkronrendező: Nándori István
- Produkciós vezető: Kuripla Anita

## Epizódok
| Évad | Évad | Epizódok | Eredeti sugárzás     | Eredeti sugárzás   | Adó                           |
| Évad | Évad | Epizódok | Évadpremier          | Évadfinálé         | Adó                           |
| ---- | ---- | -------- | -------------------- | ------------------ | ----------------------------- |
|      | 1    | 65       | 1991. szeptember 6.  | 1992. május 20.    | Syndicated (Disney Afternoon) |
|      | 2    | 13       | 1991. szeptember 14. | 1991. december 7.  | ABC                           |
|      | 3    | 13       | 1992. szeptember 12. | 1992. december 12. | ABC                           |

## A sorozat készítése
A sorozat a Kacsamesék című sorozat spin-offja. A sorozat készítése nagyjából egy évvel a Kacsamesék befejezése után kezdődött. A Fürkészszárnyt a Kacsamesék két epizódja ihlette: A 00-s kémkacsa, amelyben Kvák kapitány titkos ügynökként szerepel és a Zorro kacsa, amelyben Dagobert bácsi lila ruhát és köpenyt viselő, maszkos szuperhőssé válik.
Először Kvák kapitányt akarták címszereplőnek, a sorozat címe pedig Double-O Duck lett volna, de a Danjaq cég levédette a Double-O címet, ezért sorozat címe így Darkwing Duck, a címszereplő pedig Drake Mallard lett.

## Folytatás
2015. április 2-án felröppent egy pletyka, miszerint a Disney rebootolja a sorozatot 2018-ban a Disney XD-n. A hírt cáfolták, ehelyett a Fürkészszárny képregényként tért vissza, amely 2016. április 27-én jelent meg.
A Fürkészszárny reboot előkészítési fázisban van és a Disney+-on fog megjelenni. Seth Rogen és Evan Goldberg vezeti a projektet a Point Gray Pictures segítségével.